# Beleg van Edessa
Het Beleg van Edessa vond plaats van 28 november tot 24 december 1144. Het beleg had als uitkomst dat Edessa (het huidige Şanlıurfa), de hoofdstad van de kruisvaardersstaat Edessa in de handen viel van Zengi, de atabeg van Mosoel en Aleppo.

## Achtergrond
Het graafschap Edessa was de eerste staat die gesticht werd tijdens en na de Eerste Kruistocht, het was tevens de meest noordelijk gelegen staat maar ook de zwakste met de minste inwoners. Met al deze minpunten had de staat ook het meest te lijden onder de aanvallen van de omringende staten als de Artuklu, de Danishmenden en de Seldsjoek-Turken. Graaf Boudewijn II en zijn toekomstige opvolger Jocelin van Courtenay werden gevangengenomen na hun nederlaag bij de Slag bij Harran in 1104. Beiden werden een tweede maal gevangengenomen in 1122, en ook al leek Edessa weer wat geherstructureerd na de winst bij de Slag van Azaz in 1125, het gevaar bleef. Jocelin overleed in 1131 na een slag met de Danishmenden, zijn opvolger Jocelin II werd gedwongen om een alliantie te vormen met het Byzantijnse rijk, maar in 1143 overleden zowel Johannes II Komnenos als Fulk van Jeruzalem, twee sterke bondgenoten. Johannes' opvolger Manuel moest zich bezighouden met de opvolgingskwesties thuis, terwijl Fulco werd opgevolgd door zijn vrouw Melisende en zoon Boudewijn III. Jocelin II had ook een geschil met Raymond II van Tripoli en ook Raymond van Antiochië, waardoor Edessa geen sterke bondgenoten meer had.

## Het beleg
In 1144 kreeg Jocelin II het voor elkaar om een alliantie te sluiten met Kara Aslan, heerser van Diyarbakir, die op de groeiende macht van Zengi stuitte. Jocelin marcheerde vanuit Edessa vandaan met bijna het gehele staatsleger, om Kara Arslan te ondersteunen met zijn strijd tegen Aleppo. Zengi was rond dezelfde periode op zoek naar een mogelijkheid om profijt te trekken uit koning Fulco's dood in 1143, vervolgens haastte hij zich noordwaarts om Edessa te belegeren, en arriveerde daar op 28 november. De stad was gewaarschuwd voor de komst van de moslims en had zich voorbereid tegen een belegering, maar er was maar weinig wat ze konden doen, terwijl Jocelin met het leger ergens anders was.
De verdediging van de stad werd geleid door de Latijnse aartsbisschop Hugo II, de Armeense bisschop Johannes en de jacobbiden bisschop Basil. Als Jocelin II te horen krijgt over de belegering van zijn stad, voert hij zijn leger naar Turbessel, wetend dat hij Zengi nooit kan verslaan zonder de hulp van de andere kruisvaardersstaten. Vanuit Jeruzalem werd gereageerd door Melisende die een leger stuurde onder leiding van Manasses van Hierges, Filips van Milly en Elinand van Bures. Raymond van Antiochië kon de roep om hulp niet inwilligen, omdat hij zelf met de Byzantijnen een conflict moest uitvechten in Armeens Sicilië.
Zengi omsingelde de gehele stad, wetend dat er geen leger was om het te verdedigen. Vervolgens liet hij belegeringstorens bouwen en begon de stadsmuren daarmee onder vuur te nemen. Ondertussen werden zijn manschappen nog aangevuld met Koerden en Turkse huurlingen. De inwoners van Edessa verzetten zich zo goed als ze konden, maar zij hadden geen ervaring in belegeringen: veel van de stadstorens bleven onbemand. Op 24 december stortte de poort (bijgenaamd van het uur) in. De moslimstrijdkrachten van Zengi vielen daarna de stad binnen, en vermoordden alle inwoners die niet naar de citadel konden vluchten. Duizenden inwoners werden verdrukt en vertrapt in alle paniek, waaronder ook bisschop Hugo II. Zengi gaf orders om de slachting te stoppen, alhoewel de Latijns gelovigen nadat ze gevangen waren genomen, werden geëxecuteerd. De oorspronkelijk christenbewoners mochten in vrijheid verder leven. De citadel gaf zich twee dagen later over op 26 december. Een van Zengi's commandanten, Zayn ad-Din Ali Kutchuk werd tot gouverneur van de stad benoemd en bisschop Basil werd aangewezen als leider van de nu kleine groep christenen in de stad.

De contouren van het graafschap Edessa, zoals het was in de periode 1098-1144, met de voornaamste plaatsen Edessa en Turbessel.

## Nasleep
In januari van 1145, veroverde Zengi de steden Sarju en Birejik, maar het leger uit Jeruzalem was eindelijk gearriveerd en had zich samengevoegd met Jocelin II. Ondertussen hoorde Zengi over problemen in Mosoel, en haastte zich terug om alles daar op orde te stellen. Nadat het was opgelost werd hij uitgeroepen als Verdediger van het vertrouwen. Hij viel de rest van de staat Edessa niet binnen en ook Antiochië liet hij ongemoeid in tegenstelling als werd gevreesd. Jocelin II behield nog het gedeelte van Turbessel tot aan de Eufraat, uiteindelijk viel de rest van de staat beetje bij beetje in Turkse handen en ook in Byzantijnse.
Zengi werd in 1146 vermoord door een slaaf, tijdens het beleg van Qalat Jabar, en werd in Aleppo opgevolgd door zijn zoon Nur ad-Din. Jocelin II deed een poging om Edessa opnieuw te veroveren na Zengi's dood. Het lukte om de stad weer in te nemen op de citadel na in oktober 1146, dit gebeurde zonder de steun van de andere kruisvaardersstaten, waarna zijn verovering al gauw teniet werd gedaan door Nur ad-Din, die hem weer verjoeg in november van hetzelfde jaar. Deze keer werd de bevolking van de stad helemaal uitgemoord of verbannen, waardoor de achtergelaten stad uitgestorven was.
Na deze teloorgang werd de Tweede Kruistocht uitgeroepen die pas in 1148 aankwam in het heilige land. Het oorspronkelijk plan was om Edessa weer terug te veroveren, maar het uiteindelijke doel werd Damascus, De kruisvaart werd een fiasco en na nog geen vier dagen van Beleg werd de kruisvaart afgelast.